# Craonne
Craonne je naselje in občina v severnem francoskem departmaju Aisne regije Pikardije. Leta 1999 je naselje imelo 67 prebivalcev.

## Geografija
Kraj se nahaja v pokrajini Laonnois na sredi poti med Laonom in Reimsom. Pred prvo svetovno vojno se je vas raztegovala na obrobju planote Chemin des Dames. Nova vas je umeščena v dolini jugozahodno od stare vasi.

## Administracija
Craonne je sedež istoimenskega kantona, v katerega so poleg njegove vključene še občine Aizelles, Aubigny-en-Laonnois, Beaurieux, Berrieux, Bouconville-Vauclair, Bourg-et-Comin, Braye-en-Laonnois, Cerny-en-Laonnois, Chamouille, Chermizy-Ailles, Colligis-Crandelain, Corbeny, Craonnelle, Cuiry-lès-Chaudardes, Cuissy-et-Geny, Goudelancourt-lès-Berrieux, Jumigny, Lierval, Martigny-Courpierre, Monthenault, Moulins, Moussy-Verneuil, Neuville-sur-Ailette, Œuilly, Oulches-la-Vallée-Foulon, Paissy, Pancy-Courtecon, Pargnan, Sainte-Croix, Saint-Thomas, Trucy, Vassogne in Vendresse-Beaulne s 5.156 prebivalci.
Kanton je sestavni del okrožja Laon.

## Zgodovina
Craonne se prvikrat omenja leta 907 kot Craonna, Craubenna.
V novejši zgodovini se vas pojavi v ospredju leta 1814 kot prizorišče bitke, v kateri je Napoleon izbojeval eno svojih poslednjih zmag nad rusko-prusko vojsko v času šestdnevne kampanje.
Vas je doživela žalostno usodo v času prve svetovne vojne, ko se je našla na sami frontni črti. Po prvi bitki na reki Aisne je vas zasedla vojska, prebivalstvo pa se je moralo odseliti. Spomladi 1917 je bila med obsežnim bombardiranjem ozemlja Chemin des Dames povsem uničena.
Po vojni se je obnova vasi začela na ravnini, bolj primerni za kmetijstvo, jugozahodno od stare vasi. Danes Craonne gosti konference in dogodke, povezane s prvo svetovno vojno.